# Fietsersplatform
Het Fietsersplatform is een Nederlands samenwerkingsverband van organisaties die zich inzetten voor het fietsen in Nederland.
De organisatie is opgericht in 1987. Het platform heeft vooral bekendheid vanwege zijn activiteiten voor de lange afstandfietsroutes (de LF-routes), die (onder die naam) ook uit 1987 dateren, en later voor de zogenaamde knooppuntroutes in Nederland. Behalve door een bestuur, de aangesloten organisaties en een staf, wordt het werk mogelijk gemaakt door een aantal vrijwilligers die bijvoorbeeld de langeafstandsroutes controleren.   

## Organisatie
In het bestuur hebben zitting vertegenwoordigers van ANWB, Fietsersbond en Wielersportbond NTFU. Naast de achtkoppige staf zijn er overal in het land vrijwilligers actief die via nieuwbrieven en contactdagen bij het werk van het platform worden betrokken. Het fietsplatform  streeft niet naar winst. De inkomsten komen uit bijdragen van de aangesloten organisaties, subsidies en verkoop van publicaties zoals fietskaarten.

## Activiteiten
Om het doel van het platform, het recreatieve fietsgebruik in Nederland te bevorderen, te bereiken wordt veel aandacht gegeven aan de coördinatie, het onderhoud en de verdere uitbouw van een landsdekkend fietsnet, zoals via de landelijke langeafstandroutes en de regionale knooppuntroutes. Ook startte het platform de website Nederland Fietsland, waarop fietsers informatie over fietsen, fietsroutes en relevante horeca en andere voorzieningen kunnen vinden. 
Het Fietsplatform onderhoudt nauwe contacten met recreatie-organisaties, zoals het NIVON, VVV Nederland, RECRON en Koninklijke Horeca Nederland, met branche-organisaties als de RAI, met verwante organisaties zoals de Stichting Wandelnet, en met lokale instellingen. Ook is het platform aangesloten bij enkele internationale of internationaal opererende organisaties, de ECF (European Cyclists' Federation) en de Dutch Cycling Embassy.